# یواس‌اس ال‌اس‌تی-۳۳۲
یواس‌اس ال‌اس‌تی-۳۳۲ (به انگلیسی: USS LST-332) یک کشتی بود که طول آن ۳۲۸ فوت (۱۰۰ متر) بود. این کشتی در سال ۱۹۴۲ ساخته شد.